# Lauren Beukes
Lauren Beukes   (Johannesburg, 5 de juny de 1976), és una novel·lista sudafricana de ciència-ficció i gènere fantàstic, periodista i guionista. El 2011 va ser guardonada amb el premi Arthur C. Clarke per Zoo City. La seva novel·la Les lluminoses (The Shining Girls) va obtenir el premi August Derleth, Millor novel·la de terror per la British Fantasy Awards 2014 i ha estat adaptada per MRC i Appian Way a la sèrie Shining Girls (2022) per a Apple TV.

## Biografia
Va créixer a Johannesburg, Sud-àfrica. Va anar a l'escola privada Roedean a Johannesburg (1986-1993). Va obtenir un màster en escriptura creativa a la Universitat de Ciutat del Cap i va estar una dècada com a periodista freelance treballant a Sud-àfrica i als Estats Units en mitjans com Elle, Marie Claire, The Hollywood Reporter i The Sunday Times.

### Trajectòria
Va començar a publicar curts de ficció el 2004. El 2005 va escriure el llibre de no ficció Maverick: Extraordinary Women from South Africa’s Past. La seva novel·la debut Moxyland va aparèixer el 2008, i va ser seguida per la guanyadora del premi Arthur C. Clarke Zoo City (2010), també finalista dels premis World Fantasy i Crawford. Ambientada en un món on els delinqüents adquireixen animals màgics que estan místicament vinculats a ells.
Tant Moxyland com Zoo City són al·legories de l'apartheid. Moxyland és un apartheid neocooperador. Amb Zoo City, es tracta del crim i de com es parla de crim i delinqüents.
Va ser finalista del premi Campbell al millor escriptor novell el 2011.
The Shining Girls (2013) va guanyar el premi August Derleth a la millor novel·la de terror, el prestigiós premi literari de la Universitat de Johannesburg i el premi Strand Critic's Choice a la millor novel·la de misteri.
The Shining Girls és un thriller en què un assassí en sèrie, un fetitxista obsessiu compulsiu, que fa el salt entre diferents èpoques de l'evolució de Chicago. L'estratègia permet a l'escriptora reunir determinats moments nodals que defineixen una edat, que obliga el lector a reflexionar sobre allò que canvia i allò que es manté.
La trama del seu llibre Afterland (2020) té lloc en un món que existeix poc després del nostre, un futur molt proper en què un terrible virus ha acabat amb gairebé tots els homes del món, deixant uns pocs milions, majoritàriament retinguts en instal·lacions d'investigació governamentals. La Cole, amb el seu fill preadolescent i la seva germana, Billie fugen a través d'un país dràsticament diferent, però encara reconeixible, des de comunes utòpiques fins a sectes religioses i clubs de Miami.
També ha escrit còmics i curtmetratges de ficció i guionista i desenvolupadora per a televisió infantil.

### Estil i influències
Defineix el seu estil com de novel·la negra diferent, amb consciència social, que aprofita per plantejar interrogants morals i aflorar la cara feble i descarnada del món real. L'enllaçament de gèneres diversos de Beukes reflecteix un món no impressionat per les categories. Les seves dones protagonistes són poderoses, intel·ligents, impulsades i ocupen el vòrtex del drama. Els mons que evoquen ens obliguen a comptar amb la perversitat del nucli de la civilització que ens defineix.Les ambientacions triades han variat en les últimes per The Shining Girls es desenvolupa a Chicago. Broken Monsters, està ambientat a Detroit. Les altres novel·les de Beukes estan ambientades a Ciutat del Cap i Johannesburg. Les ciutats són les seves psico-geografies, ciutats tan viscerals com s'imaginen.
Les seves referències són variades, d'autors com l'anglès, guionista de comics Alan Moore a l'estatunidenca Lorrie Moore, de Jennifer Egan a William Gibson, així com la canadenca Margaret Atwood. Beukes, i d'altres com Sarah Lotz, es troben a la frontera d'una nova ficció sud-africana que té un impacte global.

## Llibres
- Maverick: Extraordinary Women from South Africa's Past (2005)[9]
- Moxyland (2008)
- Zoo City (2010) (‘’Zoo City’’. Traducció de Lluís Delgado. Barcelona: Mai Més, 2022.Col·lecció Nüwa ISBN 978-84-123633-8-8)
- The Shining Girls (2013)(‘’Les lluminoses'’. Traducció de Lluís Delgado. Barcelona: Mai Més, 2021.Col·lecció Nüwa ISBN 978-84-122356-9-2)
- Broken Monsters (2014)
- Slipping (2016)[12]
- Afterland (2020)[13]